# Suzanne Osten
Carlota Suzanne Osten, född 20 juni 1944 i Essinge församling, Stockholm, död 28 oktober 2024 i Stockholm, var en svensk dramatiker, regissör, teaterchef, författare och professor.

## Biografi
Suzanne Osten föddes på Stora Essingen i Stockholm. Hon var dotter till finmekanikern Karl Osten (1912–1970) och filmkritikern Gerd Osten, född Ekbom (1914–1974), vars frustrerade strävan efter att få regissera film i en manligt dominerad filmvärld kom att bli föremål för dotterns debutfilm Mamma (1982).
Fadern var tysk socialdemokrat och motståndsman som på flykt undan nazistregimen hade kommit till Sverige. Föräldrarna gifte sig 1941 men skilde sig när Suzanne Osten var liten. Hon tog studenten vid den kreativt inriktade Viggbyholmsskolan 1963 och studerade därefter konsthistoria, litteraturhistoria och historia på Lunds universitet.

### Teater
Osten grundade en av Sveriges första fria teatergrupper, Fickteatern, och inledde där också sin regibana i slutet på 1960-talet. 1971 fortsatte hon till Stockholms stadsteater, som kom att bli hennes fasta punkt under flera decennier. Där blev hon en ledande personlighet i utvecklingen av tidens politiskt engagerade teater. Tillsammans med Margareta Garpe skrev hon pjäser som Tjejsnack (1971), som var riktad till tonårstjejer. Några sånger från denna, som till exempel den feministiska kampsången Vi måste höja våra röster, finns med på skivan Sånger om kvinnor som utgavs samma år. Senare skrev Osten och Garpe pjäserna Kärleksföreställningen (1973), Jösses flickor (1974) och Fabriksflickorna (1980). I alla dessa pjäser fanns en tydlig koppling till Grupp 8.
Osten var en av de ledande pionjärerna inom utvecklingen av teater för barn och unga, även med stor uppmärksamhet internationellt. 1975 grundade hon en speciell avdelning inom Stockholms stadsteater för detta ändamål, Unga Klara, för vilken hon verkade som regissör och konstnärlig ledare fram till sommaren 2014. På grund av besparingskrav och omstruktureringar inom stadsteatern frikopplades Unga Klara 2010 och har därefter tvingats överleva som en fristående teater – om än i sina tidigare lokaler i Kulturhuset Stadsteatern – under Ostens ledning med en helt ny, osäker finansieringsbörda. För ensemblen skrev hon barnteater, ofta influerad av psykoanalytiker såsom Alice Miller.
På senare år regisserade hon även på andra teatrar och i andra genrer, såsom operetten Glada änkan på Folkoperan 2008 och produktioner på Göteborgs stadsteater. I juli 2014 regisserade hon det stora nordiska samprojektet, queeroperan Magnus–Maria på Åland, vilket bland annat åtföljdes av Ålands första prideparad och med gästspel i flera länder. Hon gjorde flera produktioner på Radioteatern. Hon höll böcker, pjäser och filmmanus. Hon höll dessutom föreläsningar och workshops i Sverige och utomlands.

### Film
Osten började sin karriär inom film med två TV-filmer. Hon skrev manuset till Moa, Östen och Stella (1974) och var en av regissörerna till Barn i Afrika (1978). Till långfilmsdebuten Mamma (1982) som skildrade modern Gerds situation samarbetade Suzanne Osten med författaren Tove Ellefsen om manuset. Debuten fick goda vitsord, men hennes nästa film Bröderna Mozart (1986) kom att bli mer omskriven och hyllad. Idén till filmen uppstod efter att Etienne Glaser berättat för Osten om omständigheterna kring sin uppsättning av Don Juan på Göteborgsoperan. Manuset skrevs tillsammans med Niklas Rådström som även deltog i manusarbeted på Ostens senare filmer två efterkommande filmer, Livsfarlig film (1988) och Tala! Det är så mörkt (1993).
I flera filmer har hon använt sig av sina medarbetare från stadsteatern och Unga Klara i uppmärksammade formexperiment som Bröderna Mozart (1986) med Etienne Glaser, Philip Zandén med flera. För denna fick hon 1987 en Guldbagge för "Bästa regi". Osten har även erhållit andra filmpriser internationellt för olika filmer. År 2005 spelade Osten in sin nionde långfilm sedan debuten 1982, Wellkåmm to Verona, med Jan Malmsjö, Ghita Nørby och Erland Josephson i huvudrollerna som pensionärer på ett äldreboende.

#### Teman
Hennes filmer behandlar bland annat politiska fenomen, som till exempel Skyddsängeln, med problematiken kring den politiska terrorismen i fokus (med utgångspunkt i förra sekelskiftet och de legitima kraven på demokrati), och Tala! Det är så mörkt, om nynazismens framväxt under 1980- och 1990-talen, samt dess orsakssamband med arbetslöshet och rotlöshet bland dagens unga. Hon har också baserat filmer på sin egen uppväxt, såsom Mamma, Bengbulan (1996) och Flickan, mamman och demonerna (2016). Ofta skildrar filmerna utsatta barn i splittrade familjer där modern är psykiskt sjuk eller frånvarande.

### Professor och barnfilmambassadör
Åren 1995–2009 var Osten professor i regi vid Dramatiska Institutet. År 2000 utsågs hon till hedersdoktor vid Lunds universitet. För sitt arbete har hon mottagit en rad utmärkelser världen över.
I november 2014 utsågs Osten till Sveriges första filmambassadör för Svenska Filminstitutet. I denna roll ska hon verka för att sprida intresse och kunskap om barnfilm, att inspirera till utveckling av mer "verklighetsnära", realistisk barn- och ungdomsfilm som motvikt till vad hon ser som mer "orealistisk" underhållningsfilm. Hon ska också arbeta för utveckling av forskning inom barn- och ungdomsfilm och om hur den unga publiken egentligen upplever denna.
Hon fick en dotter, Hanna Hartleb, född 1965, tillsammans med dokumentärfilmaren Rainer Hartleb. Hanna Hartleb har medverkat i ett fåtal filmroller.
Suzanne Osten är gravsatt på Skogskyrkogården i Stockholm.

## Verk

### Filmografi

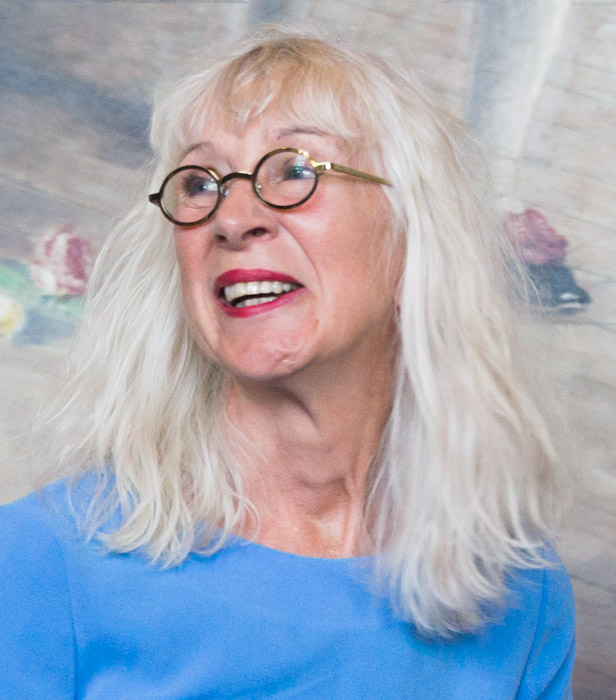
Suzanne Osten under Dramatens höstsamling i augusti 2015. Osten gästade Dramaten för första gången med David Grossmans Falla ur tiden.

I nedanstående lista är Suzanne Osten ansvarig för både manus och regi, utom där detta nämns.
- 1974 – Moa, Östen och Stella (manus)
- 1978 – Barn i Afrika (regi)
- 1982 – Mamma
- 1986 – Bröderna Mozart
- 1988 – Livsfarlig film
- 1990 – Skyddsängeln
- 1993 – Tala! Det är så mörkt (regi)
- 1994 – Bara du & jag
- 1996 – Bengbulan
- 2001 – Besvärliga människor (regi, roll)
- 2006 – Wellkåmm to Verona
- 2016 – Flickan, mamman och demonerna

### Teater

#### Regi (ej komplett)
| År   | Produktion                                  | Upphovsmän                                      | Teater                   |
| ---- | ------------------------------------------- | ----------------------------------------------- | ------------------------ |
| 1971 | Tjejsnack                                   |                                                 |                          |
| 1973 | Kärleksföreställningen                      |                                                 |                          |
| 1974 | Jösses flickor, befrielsen är nära          | Suzanne Osten och Margareta Garpe               | Stockholms stadsteater   |
| 1980 | Fabriksflickorna, makten och härligheten    | Margareta Garpe och Suzanne Osten               | Stockholms stadsteater   |
| 2009 | Publiken El público                         | Federico García Lorca Översättning Lars Bjurman | Göteborgs stadsteater    |
| 2012 | Flygräddare                                 | Ann-Sofie Bárány                                | Unga Klara/ Riksteatern  |
| 2014 | I Annas garderob                            | Ann-Sofie Bárány                                | Göteborgs stadsteater    |
| 2016 | Falla ur tiden Nofel michutz lazman         | David Grossman                                  | Dramaten                 |
| 2018 | Fenix                                       | Ann-Sofie Bárány                                | Dramaten                 |
| 2019 | Ett självmords anatomi Anatomy of a suicide | Alice Birch Översättning Anna Kölén             | Malmö Stadsteater        |
| 2020 | Furstinnan av Amalfi The Duchess of Malfi   | John Webster Översättning Per Lysander          | Dramaten                 |
| 2021 | Buster Keaton på månen                      | Gunilla Linn Persson                            | Unga Klara               |
| 2022 | Temps mort                                  | Lars Norén                                      | Kulturhuset Stadsteatern |
| 2023 | Konspiration                                | Erik Uddenberg                                  | Dramaten                 |